# أوسكار مارتينيز (مبارز بالسيف)
أوسكار مارتينيز (بالإسبانية: Oscar Martínez)‏ هو مبارز بالسيف أرجنتيني، (و. 1889  م).

## وصلات خارجية
- أوسكار مارتينيز على موقع أوليمبيديا (الإنجليزية)